# Nicefor Komnen
Nicefor Komnen (gr. Νικηφόρος Κομνηνός, ur. ok. 970, zm. po 1026/27) – bizantyński arystokrata i wojskowy.

## Życiorys
Możliwe iż był bratem Manuela Erotikosa Komnena. Był strategem Waspurakanu. W 1026 został odwołany w związku z podejrzeniem o nielojalność i oślepiony w Konstantynopolu. 